# كارل فرانك كلاين
كارل فرانك كلاين هو سياسي كندي، ولد في 17 أكتوبر 1922، وتوفي في 22 يونيو 2006. انتخب عضو المجلس التشريعي من ساسكاتشوان.